# Équipe de la République dominicaine de rugby à XV
L'équipe de la République dominicaine de rugby à XV rassemble les meilleurs joueurs de rugby à XV de la République dominicaine, est membre de la NACRA et joue actuellement dans le Championnat des Caraïbes de rugby.

## Histoire
Le rugby a été importé en République dominicaine en 1972 par Jean-Paul Bossuge, diplomate français.